# Pecuari
Pecuari (en llatí plural pecuarii) era el nom que rebien les persones que pasturaven els seus ramats en terres considerades publiques (pascua publica ('pastures públiques', saltus ('boscatges') o silva ('selva', 'forest')) i pagaven una taxa a l'estat que era anomenada scriptura. Els censors van deixar en mans dels publicans el dretde recollir aquests impostos dels que se'n desconeix l'import, però que eren una font important d'ingressos per a l'erari.
Els pecuaris pagaven l'impost segons la quantitat de caps de bestiar i el tipus d'animals que pasturaven. Si un pecuari no el pagava, era sancionat amb fortes multes. Les lleis Sextia Licinia agraria i Thoria agraria establien límits sobre els caps de bestiar que es podien portar a les terres públiques. Els animals que es portaven a pasturar sense inscriure'ls als registres eren confiscats per l'estat. A l'època de l'Imperi les pastures públiques van anar desapareixent i la gestió depenia del mateix emperador. L'ofici també va desaparèixer.